# Сюри-пре-Лере
Сюри́-пре-Лере́ (фр. Sury-près-Léré) — коммуна во Франции, находится в регионе Центр. Департамент — Шер. Входит в состав кантона Лере. Округ коммуны — Бурж.
Код INSEE коммуны — 18257.

## География
Коммуна расположена приблизительно в 160 км к югу от Парижа, в 90 км юго-восточнее Орлеана, в 60 км к северо-востоку от Буржа.
По территории коммуны проходит Боковой канал Луары, а вдоль восточной границы протекает река Луара.

## Население
Население коммуны на 2008 год составляло 556 человек.
| 1962 | 1968 | 1975 | 1982 | 1990 | 1999 | 2008 |
| ---- | ---- | ---- | ---- | ---- | ---- | ---- |
| 294  | 331  | 322  | 378  | 481  | 509  | 556  |

## Экономика
В 2007 году среди 366 человек в трудоспособном возрасте (15-64 лет) 255 были экономически активными, 111 — неактивными (показатель активности — 69,7 %, в 1999 году было 68,5 %). Из 255 активных работали 235 человек (136 мужчин и 99 женщин), безработных было 20 (6 мужчин и 14 женщин). Среди 111 неактивных 22 человека были учениками или студентами, 42 — пенсионерами, 47 были неактивными по другим причинам.

## Достопримечательности
- Церковь Св. Иоанна Крестителя[фр.] (XVI век). Исторический памятник с 1992 года[3]
  - Процессионный крест (XVI век). Высота — 220 см, ширина — 40 см. Исторический памятник с 1919 года[4]
  - Надгробная плита на могиле Марии де При (1347 год). Исторический памятник с 1908 года[5]
- Два феодальных мотта
- Водяная мельница

## Фотогалерея

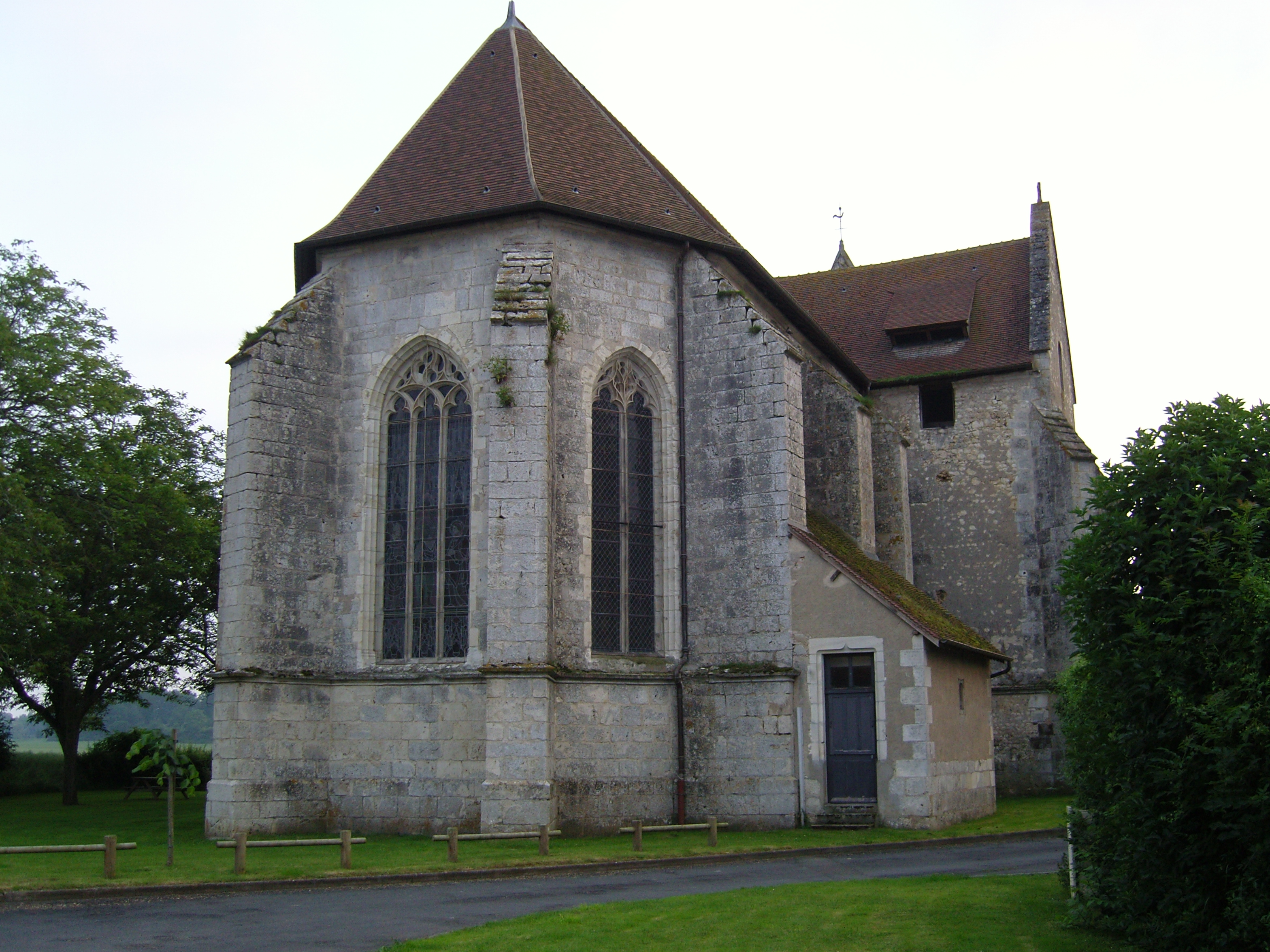
Церковь Св. Иоанна Крестителя
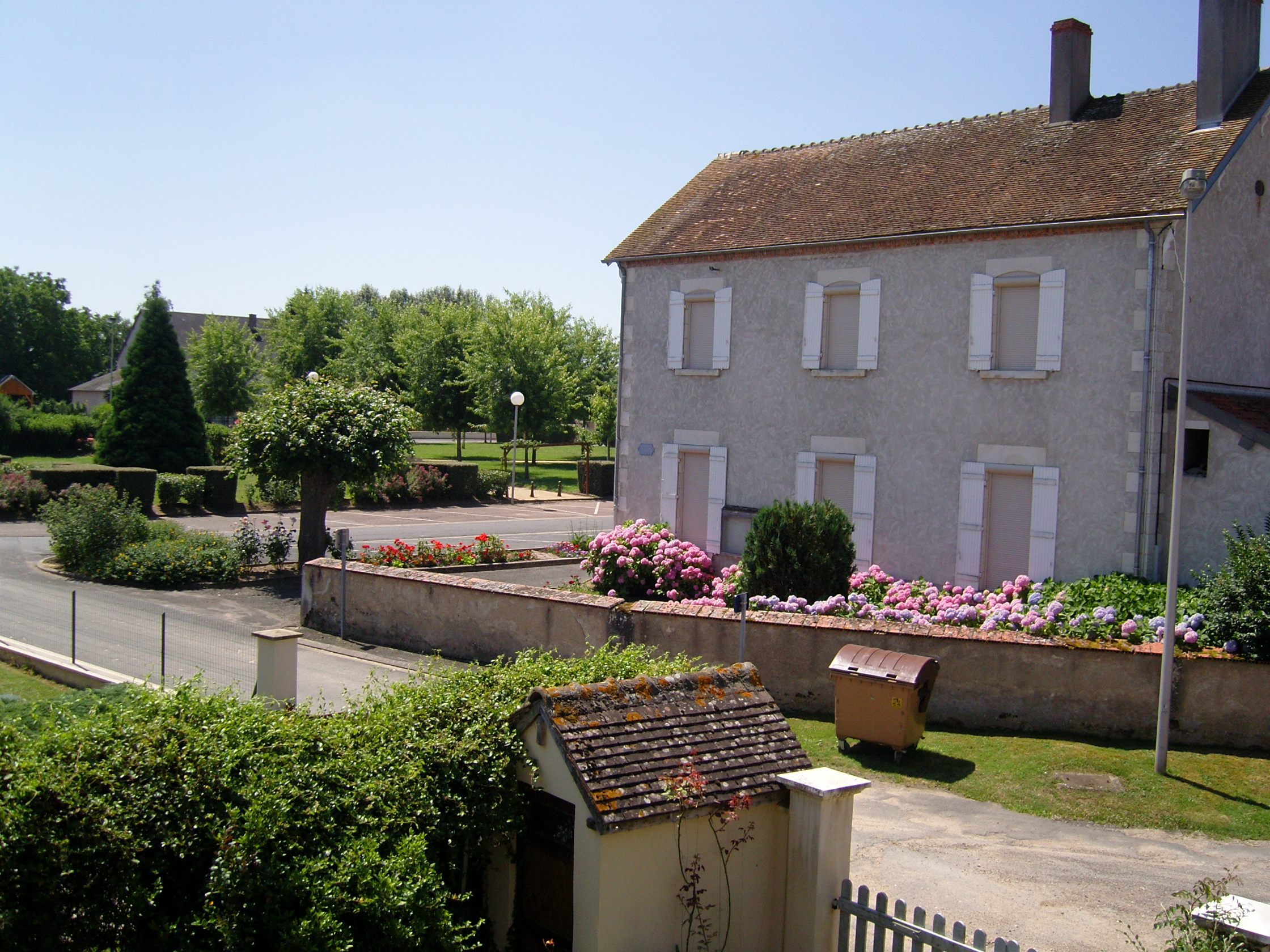
Мэрия
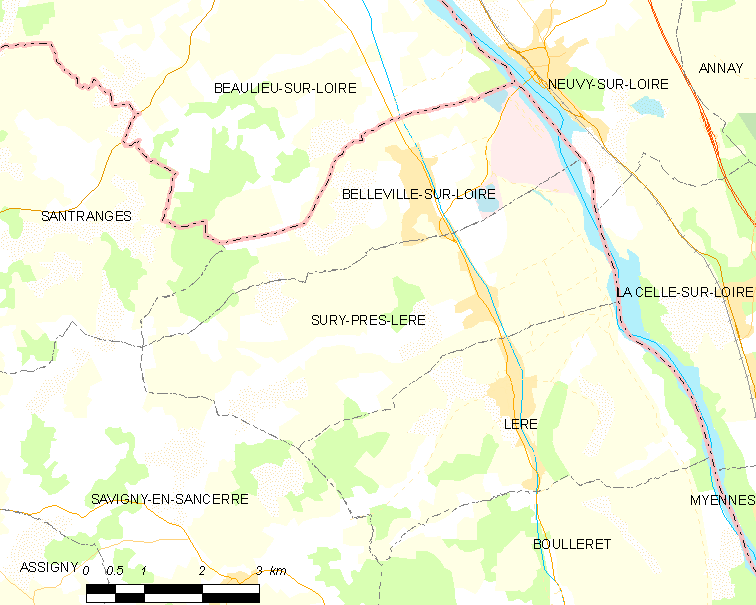
Карта коммуны